# Schizanthus porrigens
Schizanthus porrigens är en potatisväxtart som beskrevs av Robert Graham.
Schizanthus porrigens ingår i släktet fjärilsblomsterssläktet och familjen potatisväxter. Inga underarter finns listade i Catalogue of Life.